# یحیی کیبی
یحیی کیبی (فرانسوی: Yahia Kébé‎؛ زادهٔ ۱۱ ژوئیهٔ ۱۹۸۵) بازیکن فوتبال اهل بورکینافاسو است.
از باشگاه‌هایی که در آن بازی کرده‌است می‌توان به باشگاه فوتبال بلکبرن روورز، باشگاه فوتبال الرجا، باشگاه ورزشی الخریطیات، باشگاه فوتبال تروا، و باشگاه فوتبال بوردو اشاره کرد.
وی همچنین در تیم ملی فوتبال بورکینافاسو بازی کرده‌است.